# Levir Culpi
Levir Culpi (* 28. Februar 1953 in Curitiba) ist ein brasilianischer ehemaliger Fußballspieler und Fußballtrainer.

## Karriere
In seiner aktiven Laufbahn als Spieler war Levir Culpi bei verschiedenen Erstligaklubs tätig, u. a. in Mexiko. Direkt im Anschluss an seine Spielerkarriere begann 1986 seine Trainerlaufbahn. Hier wechselte er häufig den Klub. Seine längste Zeit am Stück verbrachte er beim Cerezo Osaka in Japan. Nachdem er von 2014 bis 2017 wieder in Brasilien gearbeitet hatte, kehrte er 2017 wieder nach Japan zurück, nachdem er vom FC Santos im Oktober entlassen worden war. Er hielt einen Vertrag bei Gamba Osaka für zwei Jahre. Am 23. Juli 2018 wurde Culpi bei Osaka wieder entlassen. Die Entscheidung folgte auf eine verlorene Serie von fünf Spielen. Mit vier Siegen, drei Unentschieden und zehn Niederlagen verließ Culpi den Klub auf dem 16. Platz in der Abstiegszone.
Im Anschluss unterzeichnete Culpi im Oktober 2018 zum fünften Mal als Trainer bei Atlético Mineiro. Hier wurde er im April 2019 wieder entlassen. Im Dezember gab Cerezo Osaka bekannt, dass Culpi für die J1 League 2021 Saison den Klub zum dritten Mal zu betreuen wird. Im August des Jahres verließ er den Klub wieder.

## Erfolge als Trainer
Inter de Limeira
- Série B: 1988

Criciúma
- Staatsmeisterschaft von Santa Catarina: 1989

Paraná Clube
- Staatsmeisterschaft von Paraná: 1993

Atlético Mineiro
- Staatsmeisterschaft von Minas Gerais: 1995, 2007, 2015
- Campeonato Brasileiro Série B: 2006
- Recopa Sudamericana: 2014
- Copa do Brasil: 2014

Cruzeiro
- Staatsmeisterschaft von Minas Gerais: 1996, 1998
- Copa do Brasil: 1996
- Recopa Sudamericana: 1998
- Copa Centro-Oeste: 1999

São Paulo
- Staatsmeisterschaft von São Paulo: 2000

Fluminense
- Primeira Liga do Brasil: 2016